# 阿部正永
阿部 正永（あべ まさなが）は、江戸時代の旗本。
安永5年（1776年）、旗本阿部正包の長男として生まれる。寛政2年（1790年）4月25日、15歳で家督を継ぐ。
文政4年（1821年）1月11日、小姓組から使番となる。文政6年（1823年）8月22日、日光参詣往復目付を務め、文政9年（1826年）6月4日に大坂目付代となる。同年11月16日に辞職し寄合に列した。文政11年（1828年）6月24日、徒士頭として職務に復帰し、天保5年（1834年）5月25日に再び辞職する。
実子の阿部正理の代で明治維新を迎えた。